# Associació de la Defensa Nacional
Associació de la Defensa Nacional ("Mudafa’ai Milliye Cemiyeti") fou una organització política turca i després turcman iraquiana fundada el 1908 dins l'Imperi Otomà i que després del 1918 va lluitar contra els ocupants anglesos i seguidament contra la monarquia iraquiana.
Els escriptors afiliats a l'organització publicaven articles al diari "Kewkeb El-Maarif".